# Biécourt
Biécourt là một xã, nằm ở tỉnh Vosges trong vùng Grand Est của Pháp. Xã này có diện tích 5,94 kilômét vuông, dân số năm 1999 là 109 người. Xã này nằm ở khu vực có độ cao trung bình 325 m trên mực nước biển.
Dân địa phương tiếng Pháp gọi là Biécurtiens.

## Hành chính
| Danh sách các xã trưởng                |              |                 |      |         |
| Giai đoạn                              | Giai đoạn    | Tên             | Đảng | Tư cách |
|                                        | tháng 3 2001 | Robert Suter    |      |         |
|                                        | tháng 3 2008 | Roland Tocquard |      |         |
| Tất cả các dữ liệu trước đây không rõ. |              |                 |      |         |

## Biến động dân số
| 1962                                         | 1968 | 1975 | 1982 | 1990 | 1999 |
| -------------------------------------------- | ---- | ---- | ---- | ---- | ---- |
| 130                                          | 134  | 122  | 118  | 98   | 109  |
| Số liệu từ năm 1962: Dân số không tính trùng |      |      |      |      |      |